# Городецька сільська рада (Володимирецький район)
Городе́цька сільська́ ра́да — адміністративно-територіальна одиниця та орган місцевого самоврядування в Володимирецькому районі Рівненської області. Адміністративний центр — село Городець.

## Загальні відомості
- Городецька сільська рада утворена в 1940 році.
- Територія ради: 77,76 км²
- Населення ради: 3 540 осіб (станом на 2001 рік)
- Територією ради протікає річка Горинь.

## Населені пункти
Сільській раді були підпорядковані населені пункти:
- с. Городець
- с. Велихів
- с. Сварині

## Склад ради
Рада складалася з 14 депутатів та голови.
- Голова ради: Басик Ірина Миколаївна
- Секретар ради: Міцута Наталія Борисівна

### Керівний склад попередніх скликань
| Прізвище, ім'я, по батькові | Основні відомості                                                 | Дата обрання | Дата звільнення |
| --------------------------- | ----------------------------------------------------------------- | ------------ | --------------- |
| Кузьмич Лідія Михайлівна    | Сільський голова, 1959 року народження, освіта вища, позапартійна | 26.03.2006   | 31.10.2010      |
| Кузьмич Лідія Михайлівна    | Сільський голова, 1959 року народження, освіта вища, позапартійна | 31.10.2010   | 12.11.2015      |
| Басик Ірина Миколаївна      | Сільський голова, 1968 року народження, освіта вища, безпартійна  | 12.11.2015   |                 |

Примітка: таблиця складена за даними сайту Верховної Ради України та ЦВК

### Депутати VII скликання
За результатами місцевих виборів 2015 року депутатами ради стали:

#### За суб'єктами висування
| Суб'єкт висування                                       | Кількість обраних депутатів | %     |
| ------------------------------------------------------- | --------------------------- | ----- |
| Самовисування                                           | 13                          | 92.86 |
| Політична партія Всеукраїнське об'єднання «Батьківщина» | 1                           | 7.14  |

#### За округами
| № округу | Прізвище, ім'я, по батькові  | Ким висунуто                                            | Дата нар.  | Освіта              | Партійна приналежність | Відомості                                   |
| -------- | ---------------------------- | ------------------------------------------------------- | ---------- | ------------------- | ---------------------- | ------------------------------------------- |
| 1        | Ганзюр Інна Василівна        | Самовисування                                           | 08.09.1984 | вища                | безпартійна            | Володимир р/рада, юрист                     |
| 2        | Ярмошик Василь Романович     | Самовисування                                           | 03.12.1970 | середня спеціальна  | безпартійний           | ФАП, завід фельд                            |
| 3        | Сернюк Олександр Миколайович | Самовисування                                           | 01.04.1982 | вища                | безпартійний           | безробітний                                 |
| 4        | Чекан Руслан Русланович      | Самовисування                                           | 28.11.1978 | вища                | безпартійний           | Городецький НВК, вчитель                    |
| 5        | Волчецький Мефодій Іванович  | Самовисування                                           | 14.02.1951 | вища                | безпартійний           | Свято Микол храм Городець, настоятель храму |
| 6        | Міцута Наталія Борисівна     | Самовисування                                           | 01.01.1964 | вища                | безпартійна            | Городецька сільська рада, секретар          |
| 7        | Тарасюк Іван Васильович      | Самовисування                                           | 28.06.1958 | загальна середня    | безпартійний           | пенсіонер                                   |
| 8        | Москалик Віра Віталіївна     | Самовисування                                           | 21.10.1984 | вища                | безпартійна            | Городецька сільська рада, бухгалтер         |
| 9        | Велесь Наталія Борисівна     | Самовисування                                           | 02.10.1977 | загальна середня    | безпартійна            | безробітна                                  |
| 10       | Бірук Ганна Володимирівна    | Самовисування                                           | 01.01.1960 | вища                | безпартійна            | д/г Городецьке, зав. кадрами                |
| 11       | Кічола Іван Олексійович      | Самовисування                                           | 03.07.1985 | професійно-технічна | безпартійний           | Городецька сільська рада, водій             |
| 12       | Василюк Оксана Миколаївна    | Самовисування                                           | 17.07.1976 | вища                | безпартійна            | с. Городець, підприємець                    |
| 13       | Голуб Лариса Миколаївна      | політична партія Всеукраїнське об'єднання «Батьківщина» | 07.07.1971 | вища                | безпартійна            | Антонівське СТ, бухгалтер                   |
| 14       | Мартинюк Федір Тихонович     | Самовисування                                           | 28.08.1955 | загальна середня    | безпартійний           | пенсіонер, пенсіон                          |